# Каваклијево
Каваклијево (раније Горње Каваклијево, грч. Άγιος Αθανάσιος, Ајос Атанасиос) је град у општини Илиџијево у периферији Средишња Македонија, Грчка. Према попису из 2021. године било је 4.717 становника.
Према бугарском географу и историчару, Василу Канчову, у Каваклијеву је 1900. године живело 115 Словена хришћана. Током Другог балканског рата грчка војска је запалила село, а словенско становништво је избегло. Село је на попису из 1920 имало 161 становника, углавном Рома муслимана који су обрађивали имање велепоседника Милаха. Године 1924. муслиманско становништво је принудно исељено у Турску а на њихово место је насељено 469 грчких избегличких породица из Турске. На попису из 1928. године Каваклијево је имало 2.153 становника.